# 克羅希涅維采

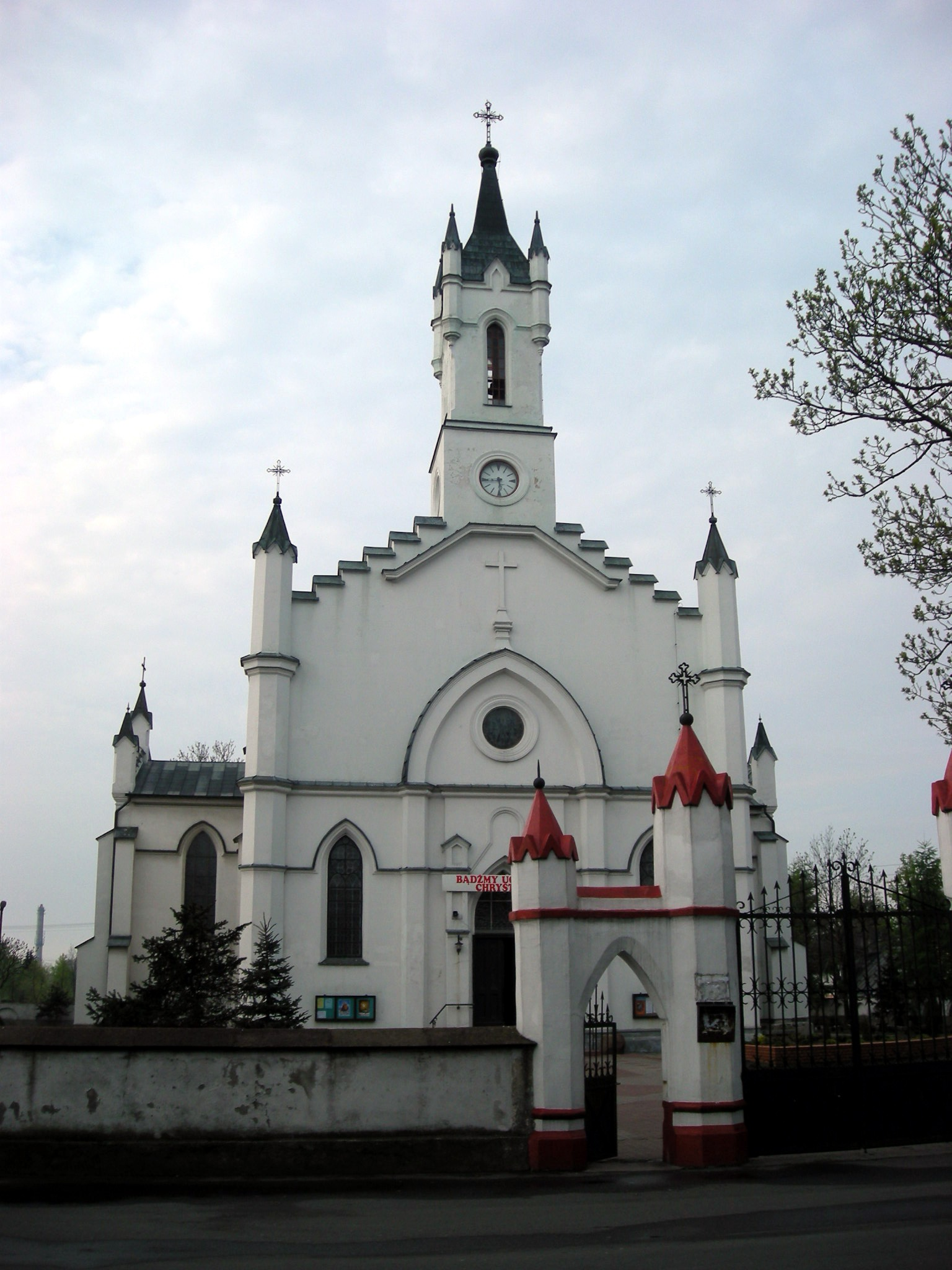

克羅希涅維采是波蘭的城鎮，位於該國中部，距離首府羅茲約59公里，由羅茲省負責管轄，面積2.96平方公里，2006年人口4,647。在第二次瓜分波蘭中，該鎮被納入普魯士王國管治範圍。

## 外部連結
- Official town webpage （页面存档备份，存于）

52°15′13″N 19°10′12″E / 52.25361°N 19.17000°E